# John Morrisey
John T. Morrisey (* 10. November 1955 in Freeport, New York) ist ein US-amerikanischer Filmeditor, Schauspieler und Filmschaffender.

## Leben
Morrisey absolvierte mit 18 Jahren ein Praktikum in einer Postproduktionsfirma, um das Handwerk der Filmbearbeitung zu erlernen. Er verbesserte seine Fähigkeiten durch verschiedene Jobs in der Produktion und Postproduktion und arbeitete von dort aus an der Bearbeitung vieler namhafter Filme. Insgesamt war er gut 25 Jahre als Filmeditor tätig. Er lernte sieben Jahre lang das Schauspiel bei Sharon Carnicke am Professor und Associate Dean of Theatre, USC.
2013 erschien der Kurzfilm American Bullies, bei dem er für das Drehbuch, die Produktion und die Regie zuständig war. 2019 folgte Big Top Evil, er verfasste das Drehbuch und war für die Produktion zuständig. 2018 übernahm er eine Charakterrolle in Lemon Drop. 2019 folgte eine Rolle im Kurzfilm Dreamtale. Eine größere Rolle durfte er im Katastrophenfilm Collision Earth – Game Over übernehmen, wo er den General Ambrose darstellte.

## Filmografie

### Filmschnitt
- 1977: Spider-Man – Der Spinnenmensch (Spider-Man) (Fernsehfilm)
- 1980: Bogie (Fernsehfilm)
- 1983: Dirty Harry kommt zurück (Sudden Impact)
- 1984: Der Wolf hetzt die Meute (Tightrope)
- 1985: Pale Rider – Der namenlose Reiter (Pale Rider)
- 1986: Der tödliche Freund (Deadly Friend)
- 1986: Ratboy
- 1987: Nutcracker: Money, Madness & Murder (Mini-Serie, 3 Episoden)
- 1988: Nico (Above the Law)
- 1990: 24 Stunden in seiner Gewalt (Desperate Hours)
- 1991: Rendezvous im Jenseits (Defending Your Life)
- 1991: Bill & Ted’s verrückte Reise in die Zukunft (Bill & Ted’s Bogus Journey)
- 1993: Auf der Flucht (The Fugitive)
- 1994: Undercover Cops (Exit to Eden)
- 1995: Heat
- 1997: Titanic
- 1998: Titanic Explorer (Videospiel)
- 2000: Die WonderBoys (Wonder Boys)
- 2001: Ticker
- 2002: Nicht auflegen! (Phone Booth)

### Schauspiel
- 2018: Lemon Drop
- 2019: Dreamtale (Kurzfilm)
- 2020: Collision Earth – Game Over (Collision Earth)

### Filmschaffender
- 2013: American Bullies (Kurzfilm) (Drehbuch, Produktion, Regie)
- 2019: Big Top Evil (Drehbuch, Produktion)